# Шульц, Йозеф (архитектор)
Йозеф Шульц (чеш. Josef Schulz; 11 апреля 1840, Прага, Богемия, Австрийская империя — 15 июля 1917, Шпиндлерув-Млин, Богемия, Австро-Венгрия) — чешский архитектор, реставратор и дизайнер.

## Жизнь и творчество
Йозеф Шульц изучал архитектуру в Вене, в 1864—1868 годах был ассистентом и с 1878 года — профессором пражского Политехнического университета. Кроме этого, он работал также как свободный архитектор. Два года провёл в Италии, изучая местное зодчество. Строил здания в стиле неоренессанс в Праге и Смихове, был известен как публицист. За заслуги в области архитектуры был принят в члены Королевского Богемского научного общества и был удостоен звания советника двора (Hofrat).
Й. Шульц спроектировал и построил несколько известных зданий в Чехии, в том числе Национальный музей в Праге на Вацлавской площади, Музей прикладного искусства, Рудольфинум (совместно со своим учителем Йозефом Зитеком) и ратушу в Смихове (в 1874 году). Пражский Национальный театр, практически уничтоженный пожаром 13 августа 1881 года, в последующие годы был восстановлен под руководством Й. Шульца. Строил виллы в Лучиме и Подмокле, занимался садовой архитектурой. Как реставратор работал над обновлением сграффито Шварценбергского дворца (Градчаны), участвовал в реконструкции Вальдштейнского дворца, дворца и усыпальницы графов Бюкуа в Нове-Гради, замков Странов, Груба-Скала и Вхрлаби, реставрировал церкви в Горни-Маршове, Угерске-Градиште и Страгове.
Художественно работал в стиле романтического историзма, позднее — неоренессанса.

## Галерея

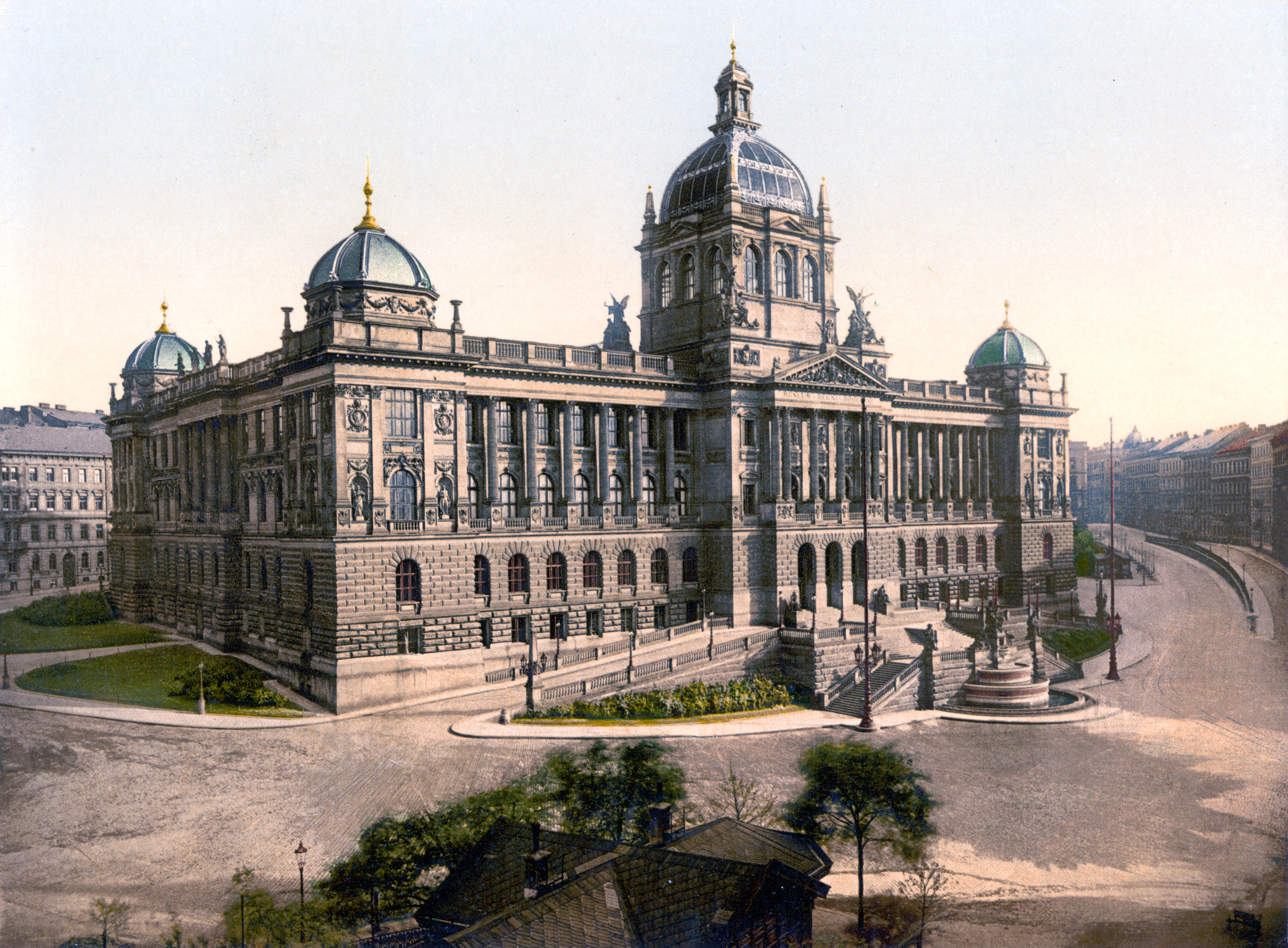
Национальный музей, Прага (1900)
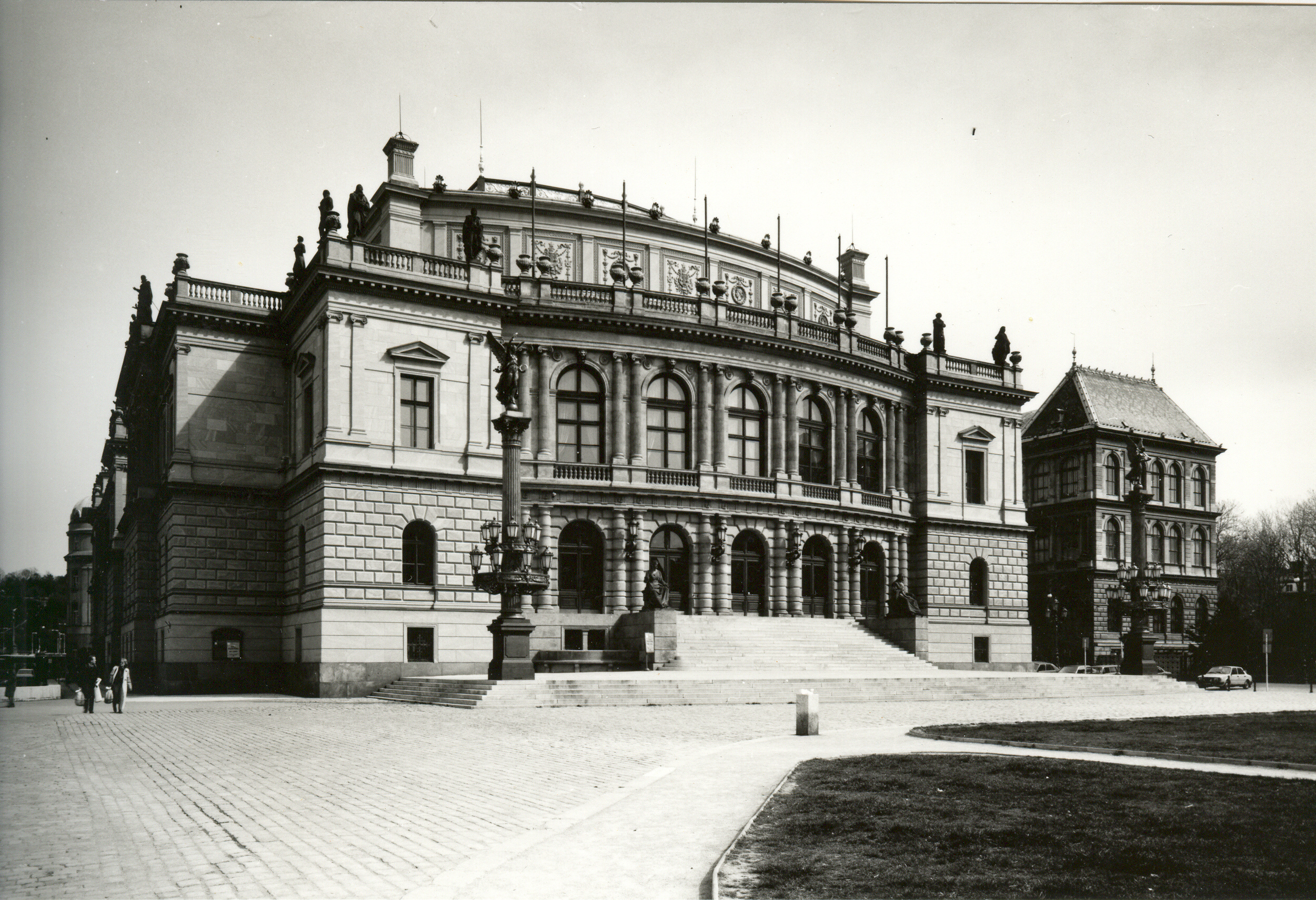
Рудольфинум, совместно с Й. Зитеком
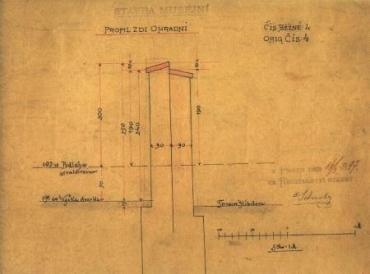
Чертеж Й. Шульца к проекту Музея прикладного искусства (1897)